# Eric Hansson
Eric Hansson, född 28 oktober 1880 i Vännäs församling, Västerbottens län, död där 30 januari 1959, var en svensk lantbrukare och politiker (högern).
Hansson var ledamot av kommunalfullmäktige från 1918 samt landstingsledamot från 1931. Han var ledamot av riksdagens andra kammare från 1933, invald i Västerbottens läns valkrets.